# 波尔巴伊
波尔巴伊（法語：Portbail，法語發音：[pɔʁbaj]），亦作巴伊港（法語：Port-Bail），是法国芒什省的一个旧市镇，属于瑟堡区。2019年，波尔巴伊与临近的2个市镇合并为新市镇滨海巴伊港，波尔巴伊为新市镇行政中心。

## 地理
波尔巴伊（49°20'7"N, 1°41'46"W）面积19.56 平方千米，位于法国诺曼底大区芒什省，该省份为法国西北部沿海省份，西、北、东北三面环大西洋，东起顺时针与卡爾瓦多斯省、奧恩省、马耶讷省和伊勒-维莱讷省接壤。
与波尔巴伊接壤的市镇（或旧市镇、城区）包括：勒梅尼勒、贝讷维尔、康维尔拉罗克、菲耶维尔莱米讷、滨河圣乔治、圣洛杜尔维尔。

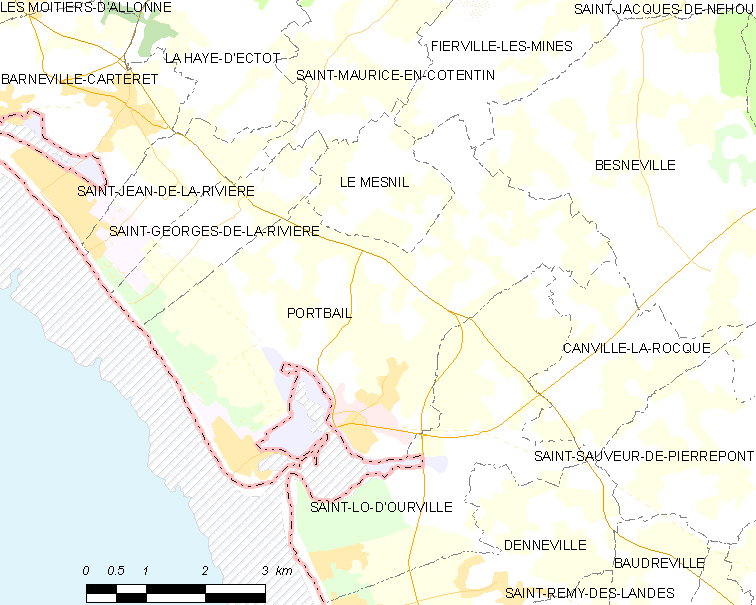
波尔巴伊的OSM定位图

波尔巴伊的时区为UTC+01:00、UTC+02:00（夏令时）。

## 行政
波尔巴伊的邮政编码为50580，INSEE市镇编码为50412。

## 政治
波尔巴伊所属的省级选区为莱皮约县。

## 人口

1962-2008年间波尔巴伊人口变化图示

波尔巴伊于2018年1月1日时的人口数量为1501人。